# Ircle
IRCle – program klient IRC dla systemu Mac OS, napisany w roku 1993 w Pascalu przez Olafa Titza. Początkowo był programem dostępnym na licencji GNU General Public License. Po ukazaniu się wersji oznaczonej numerem 1 Titz sprzedał kod aplikacji Tijdgatowi, który przepisał go w języku C, rozwinął i udostępnił później jako shareware (na licencji komercyjnej).